# 郭大维 (政治人物)
郭大维（1940年—），男，辽宁宽甸人，中华人民共和国政治人物，曾任辽宁省公安厅厅长，辽宁省人大常委会副主任。